# Edek
Edek – bohater dramatu Tango Sławomira Mrożka, zwany też Partnerem z wąsikiem.
Człowiek prymitywny, naturalny, brak mu kultury osobistej i obycia (co fascynuje Stomila). Jest on partnerem do kart Eugenii i kochankiem Eleonory.
Daje się uwieść narzeczonej Artura, Ali. Artur nie mogąc tego znieść, postanawia go zabić, jednak sam ginie. Dzięki takiemu splotowi zdarzeń i silnemu ciosowi to Edek osiąga cel Artura: wprowadzenie konwencji do świata pozbawionego zasad poprzez przejęcie władzy. To właśnie Edek prowadzi więc w finałowym tangu.
Znani odtwórcy roli Edka: Tadeusz Bartkowiak, Robert Dudzik, Marcin Jędrzejewski, Krzysztof Kowalewski, Stanisław Melski, Piotr Siejka, Jerzy Stuhr.